# Уничов
Уничов (чеш. Uničov), (нем. Mährisch Neustadt) — город в Чехии в районе Оломоуц Оломоуцкого края.
Находится в восточной части Чешской Республики в историческом регионе Моравия. Расположен в 22 км к северо-западу от областного центра — Оломоуца.

## История

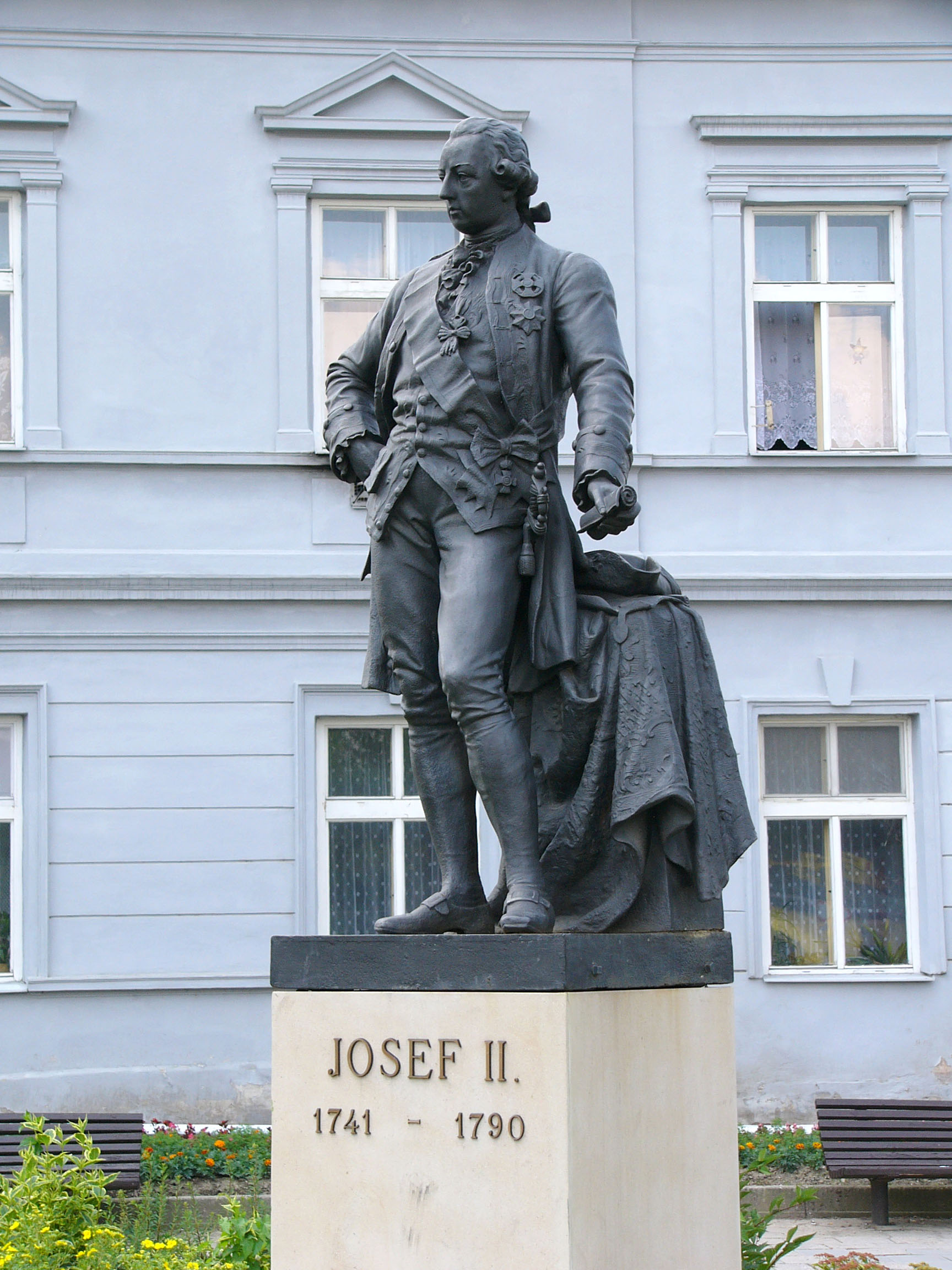
Памятник императору Иосифу II

Основан в период становления Моравии как единой исторической области, около 1213 года маркграфом Моравии Владиславом Йиндржихом, сыном короля Чехии Владислава II.
На основании Сицилийской золотой буллы, данной римским (германским) королём Фридрихом II Гогенштауфеном (будущим императором Священной Римской империи) королю Чехии Пржемыслу Оттокару I, статус Моравии повышался до маркграфства, или наследственного имперского лена. Политическое объединение здешних земель сопровождалось и экономическим развитием. В регион были приглашены немецкие колонисты, которые в массовом порядке заселили пустующие земли и приняли активное участие в росте и развитии существующих и новых городов.
В XIII—XIV веках Уничов успешно развивался за счёт ремёсел и торговли, и мало чем уступал более крупным и известным соседям — Оломоуцу и Литовелю.
Уничов или Моравский Нойштадт стал одним из семи королевских моравских городов. В 1223 получил Магдебургское право. В 1241 был разорён в ходе монгольского нашествия в Европу.
Город сильно пострадал во время Тридцатилетней войны, когда в 1642 году был оккупирован шведской армией, последующие пожар и оккупация положили конец четырём столетиям благополучия — Уничов так и не смог оправиться после этих бедствий.
После окончания Семилетней войны, в 1770 году император Иосиф II встретился здесь с прусским королём Фридрихом Великим. Сближение бывших врагов, привело два года спустя к первому разделу Польши.
После Второй мировой войны оставшееся немецкое население города было выселено в Германию.
Ныне классический малый моравский городок, с прекрасно сохранившимся, цельным средневековым центром. Центр Уничова имеет почти правильную круглую форму и компактен — от главной площади до бывшей крепостной стены в любом направлении не больше двух кварталов.

## Достопримечательности
- Рыночная площадь

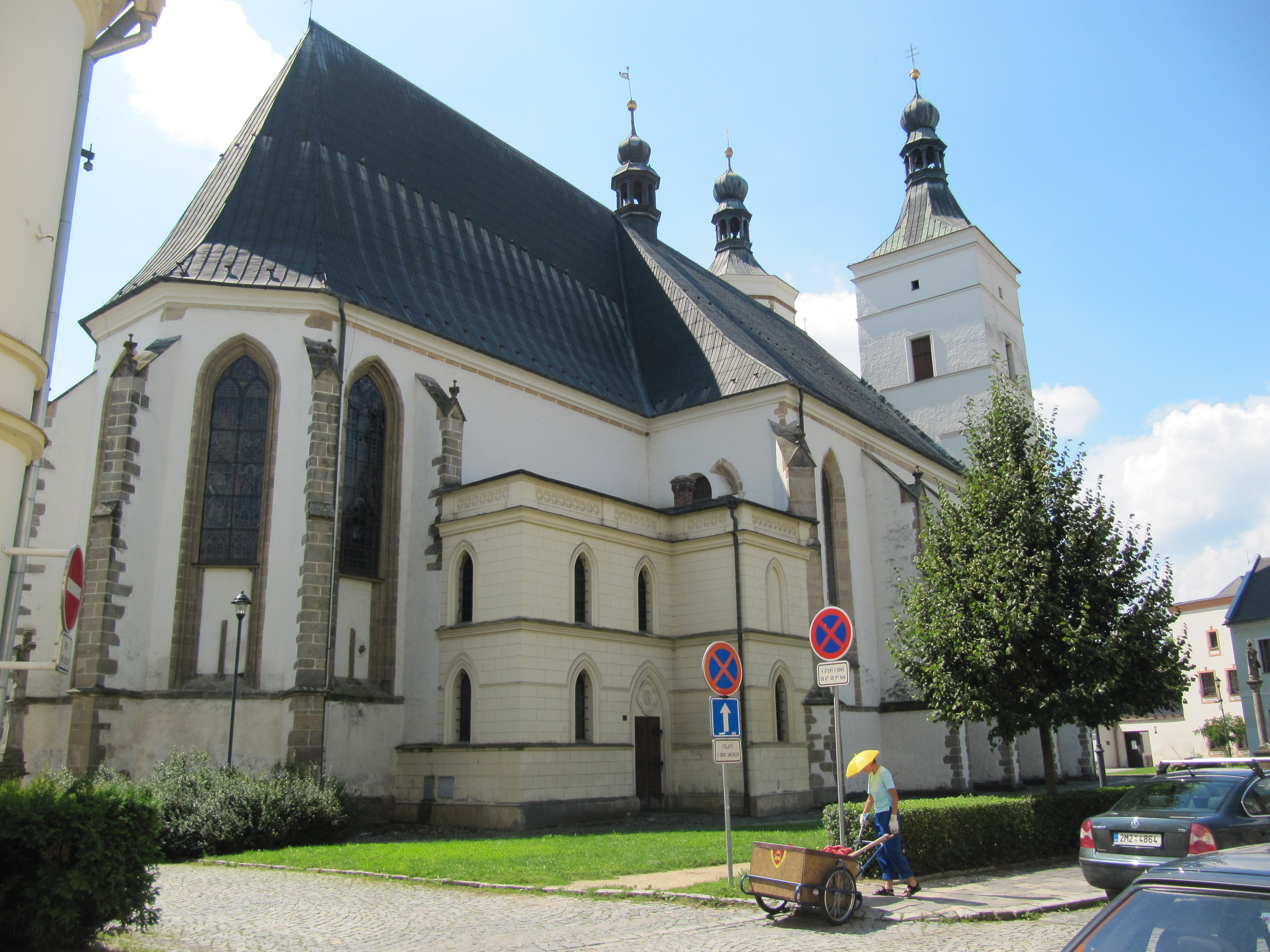
Костёл

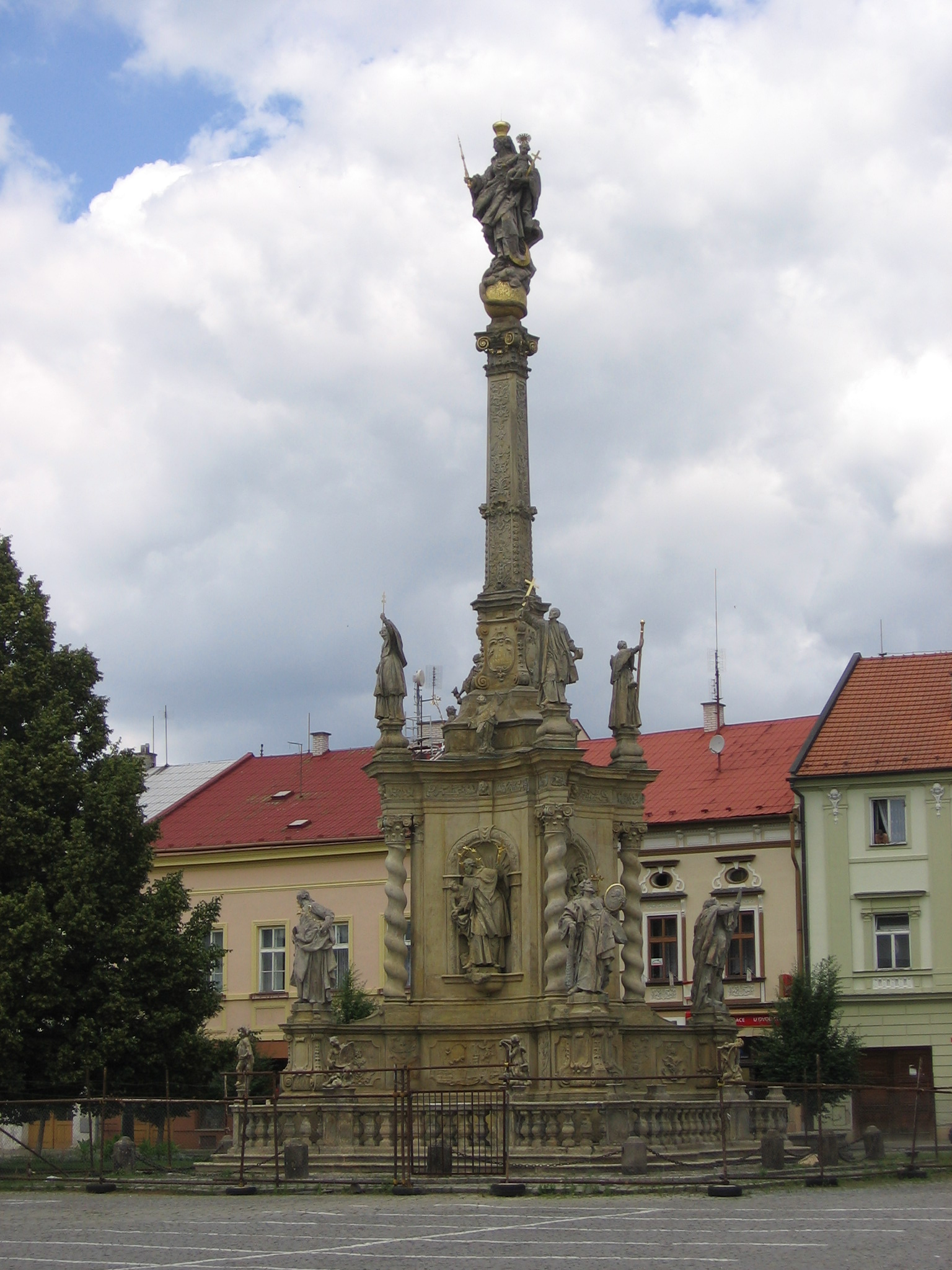
Марианская колонна (чумной столп, 1729—1743)

- Городская ратуша XIX века с часовой башней и обходной галереей 45 метровой высоты в неоренессансном стиле,
- Марианская колонна (чумной столп, 1729—1743),
- барочный фонтан с Нептуном (часть прежнего водопровода XVIII века),
- фонтан с орлом

## Население
| Год  | Численность | Численность |
| ---- | ----------- | ----------- |
| 1869 | 7299        | [ 5 ]       |
| 1880 | 7621        | [ 5 ]       |
| 1890 | 7629        | [ 5 ]       |
| 1900 | 7719        | [ 5 ]       |
| 1910 | 7740        | [ 5 ]       |
| 1921 | 7262        | [ 5 ]       |
| 1930 | 7480        | [ 5 ]       |
| 1950 | 5764        | [ 5 ]       |
| 1961 | 9072        | [ 5 ]       |
| 1970 | 11 321      | [ 5 ]       |
| 1980 | 12 270      | [ 5 ]       |
| 1991 | 12 831      | [ 5 ]       |
| 2001 | 12 466      | [ 5 ]       |
| 2014 | 11 628      | [ 6 ]       |
| 2016 | 11 579      | [ 7 ]       |
| 2017 | 11 479      | [ 8 ]       |
| 2018 | 11 396      | [ 9 ]       |
| 2019 | 11 396      | [ 10 ]      |
| 2020 | 11 335      | [ 11 ]      |
| 2021 | 11 281      | [ 12 ]      |
| 2022 | 11 066      | [ 13 ]      |
| 2023 | 11 122      | [ 14 ]      |
| 2024 | 11 151      | [ 3 ]       |

## Города-побратимы
- Роккагорга, Италия
- Лендзины, Польша
- Елшава, Словакия
- Дубно, Украина